# Heteromma
Heteromma,  es una especie perteneciente a la familia Asteraceae. Comprende 4 especies descritas y solo 3 aceptadas.

## Taxonomía
El género fue descrito por George Bentham y publicado en Genera Plantarum 2: 286. 1873. La especie tipo es: Heteromma decurrens (DC.) O.Hoffm.	

## Especies
A continuación se brinda un listado de las especies del género Heteromma aceptadas hasta junio de 2011, ordenadas alfabéticamente. Para cada una se indica el nombre binomial seguido del autor, abreviado según las convenciones y usos.
- Heteromma decurrens (DC.) O.Hoffm.
- Heteromma krookii (O.Hoffm. & Muschl.) Hilliard & B.L.Burtt
- Heteromma simplicifolium J.M.Wood & M.S.Evans